# Dardurus
Dardurus es un género de arañas araneomorfas de la familia Amaurobiidae. Se encuentra en Australia.

## Especies
Según The World Spider Catalog 12.0:
- Dardurus agrestis Davies, 1976
- Dardurus nemoralis Davies, 1976
- Dardurus saltuosus Davies, 1976
- Dardurus silvaticus Davies, 1976
- Dardurus spinipes Davies, 1976
- Dardurus tamborinensis Davies, 1976